# Рорбу

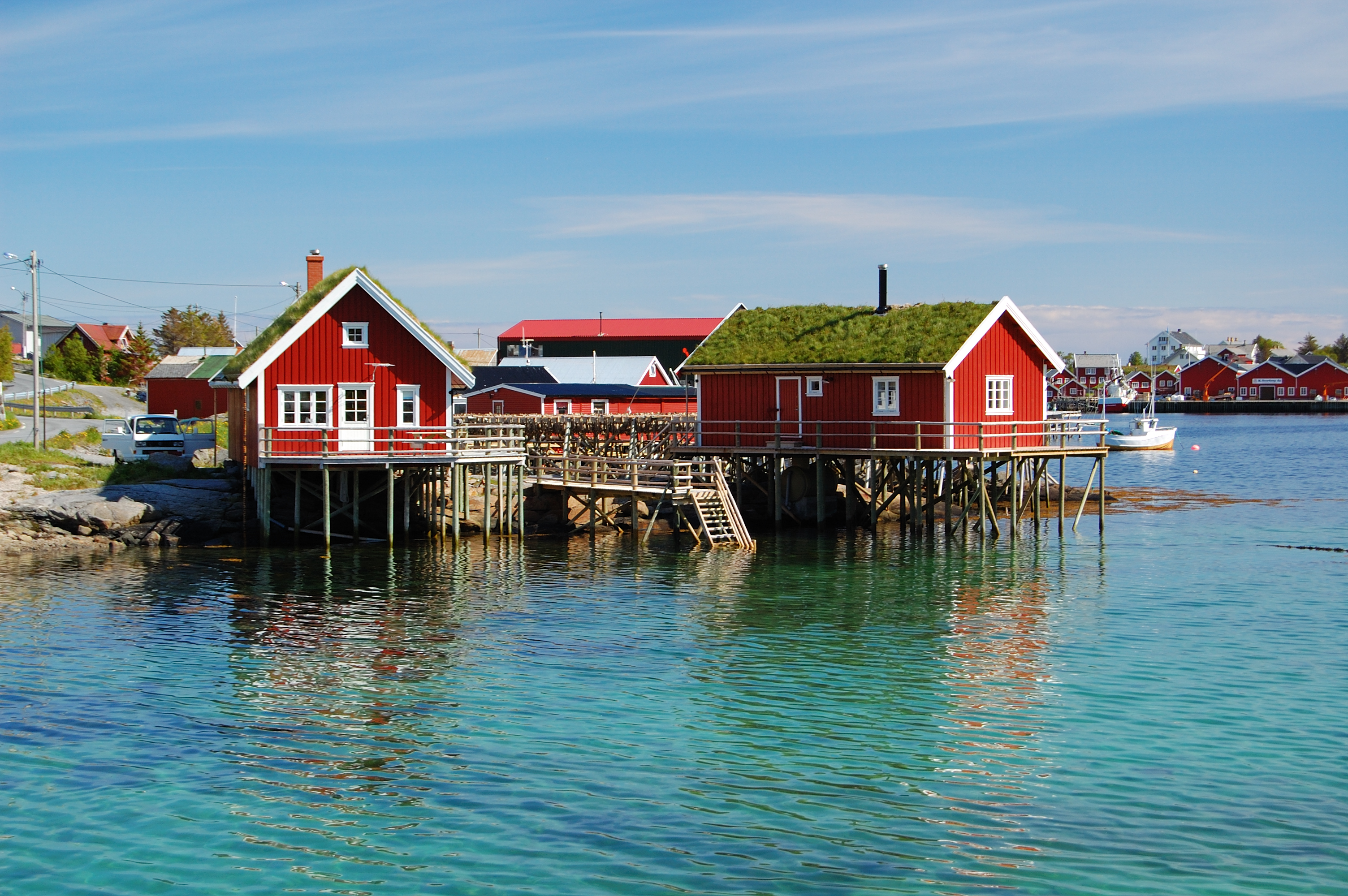
Рорбу в Рейне

Рорбу (норв. Rorbu — «рыбацкая хижина») — традиционный норвежский сезонный дом, используемый рыбаками. Обычно часть здания располагают на суше, а другую часть на сваях в воде, что обеспечивает лёгкий доступ к судам. Такие дома распространены вдоль побережья Западной и Северной Норвегии, а в особенности на Лофотенских островах и к северу от Финнмарка. В XXI веке использование рорбу рыбаками сократилось, поэтому сейчас такие дома в основном используются для сдачи в аренду туристам.

## Этимология
«Рорбу» — это северонорвежский термин, обозначающий сезонный дом для приезжих рыбаков; происходит от слов ror — «рыбная ловля, гребля» и bu — «будка, домик». На побережье Мёре-ог-Ромсдала в рыбацких деревнях существует такое же явление, но сезонные дома здесь называют «фискарштове» (норв. fiskarstove). В Хордаланне также есть рорбу и здесь к ним применяют термин «фьереманнсхус» (норв. fjæremannshus). Внутри страны, у некоторых озёр, таких как Фемунн, встречается термин «фискебюер» (норв. fiskebuer).
Термин «рорбу» сегодня хорошо известен по всему побережью Норвегии, далеко за пределами того места, где этот термин изначально использовался. Создавшийся туристами спрос на лофотенские рорбу и последующее использование этого слова вытеснили остальные термины, обозначающие аналогичные дома, но возникшие в других регионах страны.

## Описание

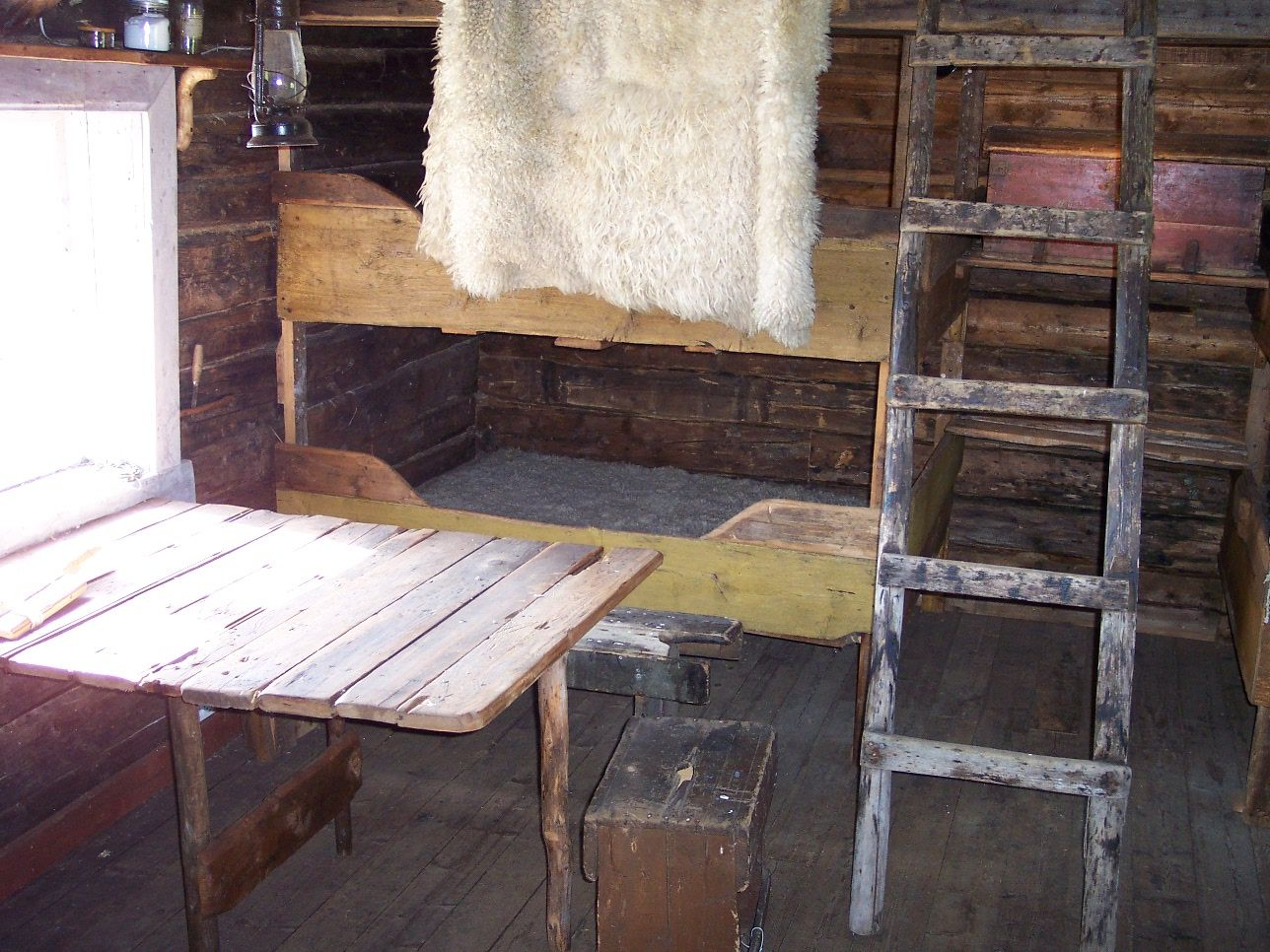
Интерьер старого рорбу

Рорбу были особенно важны в то время, когда лов рыбы вёлся с лодок, не имевших места для проживания. Такому дому свойственны кровати для лодочной команды, место для приготовления пищи и помещения для хранения всей необходимой посуды и другого снаряжения. Такие дома в рыбацкой деревне могли принадлежать как рыбакам, так и самой деревне. Рорбу принято располагать на суше, но так, чтобы часть здания выходила к морю, так как раньше было важно, иметь возможность занести специальное оборудование с лодки прямо в дом. Рорбу до сих пор используются шарками, которые участвуют в сезонной ловле рыбы на Лофотенских островах.

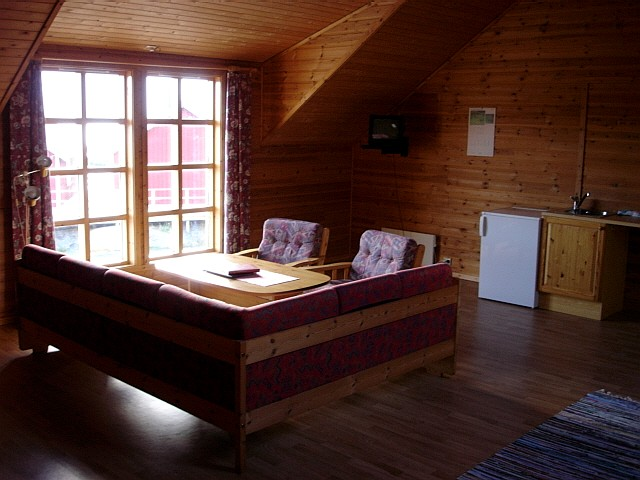
Интерьер современного рорбу

В XXI веке отдых в рорбу предлагается в местах их скопления, называемых «рорбуер» (норв. rorbuer), которые были модернизированы или недавно построены. Качество условий для проживания в некоторых из них соответствует обычному гостиничному стандарту: ванная комната, туалет, кухня, кафель, камин, телевизор с плоским экраном. Сходство с оригинальными рыбацкими хижинами заключается, прежде всего, во внешнем виде и в характерном расположении на сваях вплоть до конца берега.

## История
Первые рорбу были построены на Лофотенских островах ещё в 1120-х годах. Тогда они предназначались для рыбаков, которые жили в них во время рыболовного сезона. Дома представляли собой простые конструкции, построенные на опорах, которые частично находились в море. До середины XIX века, в качестве источника света в домах использовались исключительно свечи. Стёкол в домах также не было, оконные проёмы были обтянуты кожей палтуса. Печи и стёкла стали появляться позднее, к концу XIX века. На 1896 год на Лофотенских островах было зарегистрировано 2671 рорбу. Первоначально рорбу в основном принадлежали рыбакам, которые жили в этих домах. Позднее, в начале XIX века, помещики и торговцы скупили земли, на которых были построены рорбу и сдавали дома в аренду. Как правило, владельцы рорбу сдавали их вместе со снастями и продуктами, рыбаки в качестве арендной платы продавали часть улова арендодателю по установленной им цене. Только в 1938 году вышел закон, запрещающий покупателям рыбы устанавливать свои цены, это положило конец рыболовной кабале. В XXI веке в рорбу значительно повысились условия для комфортной жизни до уровня стандартных гостиниц. Эти дома стали использовать преимущественно туристы, а рыбаки, приезжают лишь на сезон рыбной ловли и, в частности, на Лофотфискет (норв. Lofotfisket — «лофотенская рыбалка»).

## Галерея

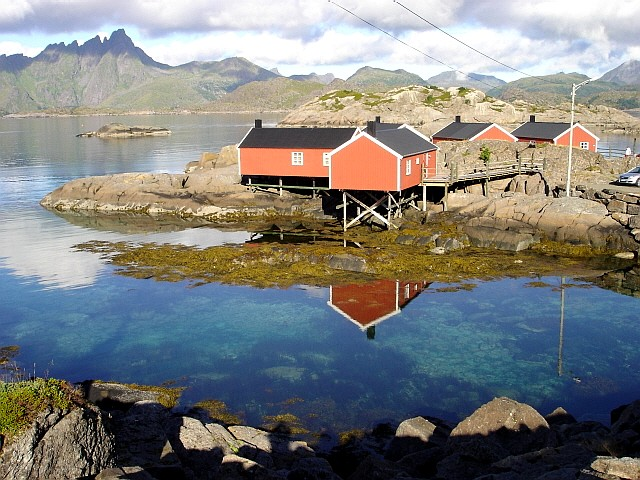
Рорбу в Мортсунне[фр.] на Лофотенских островах
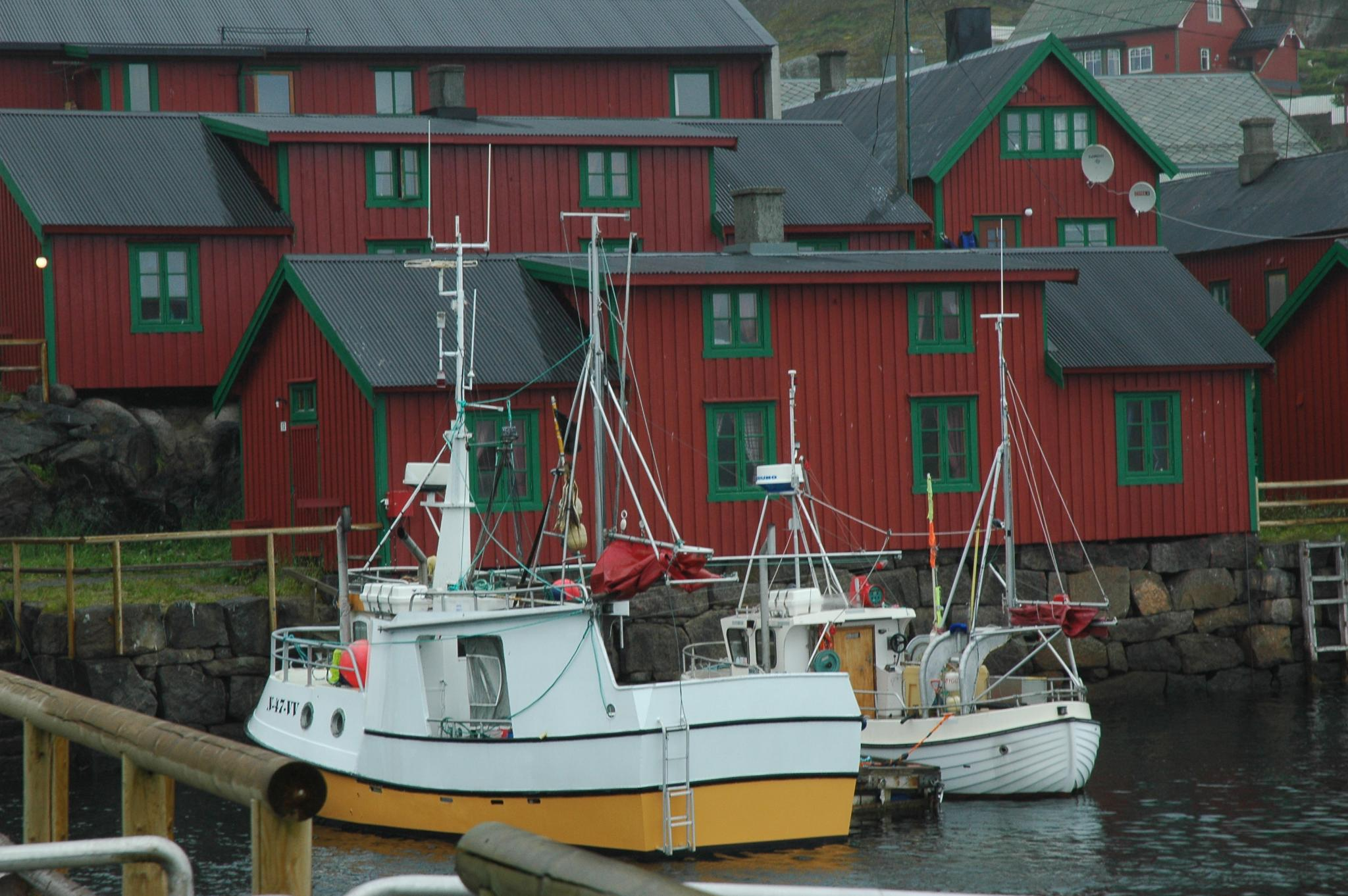
Рорбу и рыбацкие лодки в Стамсунне на Лофотенских островах
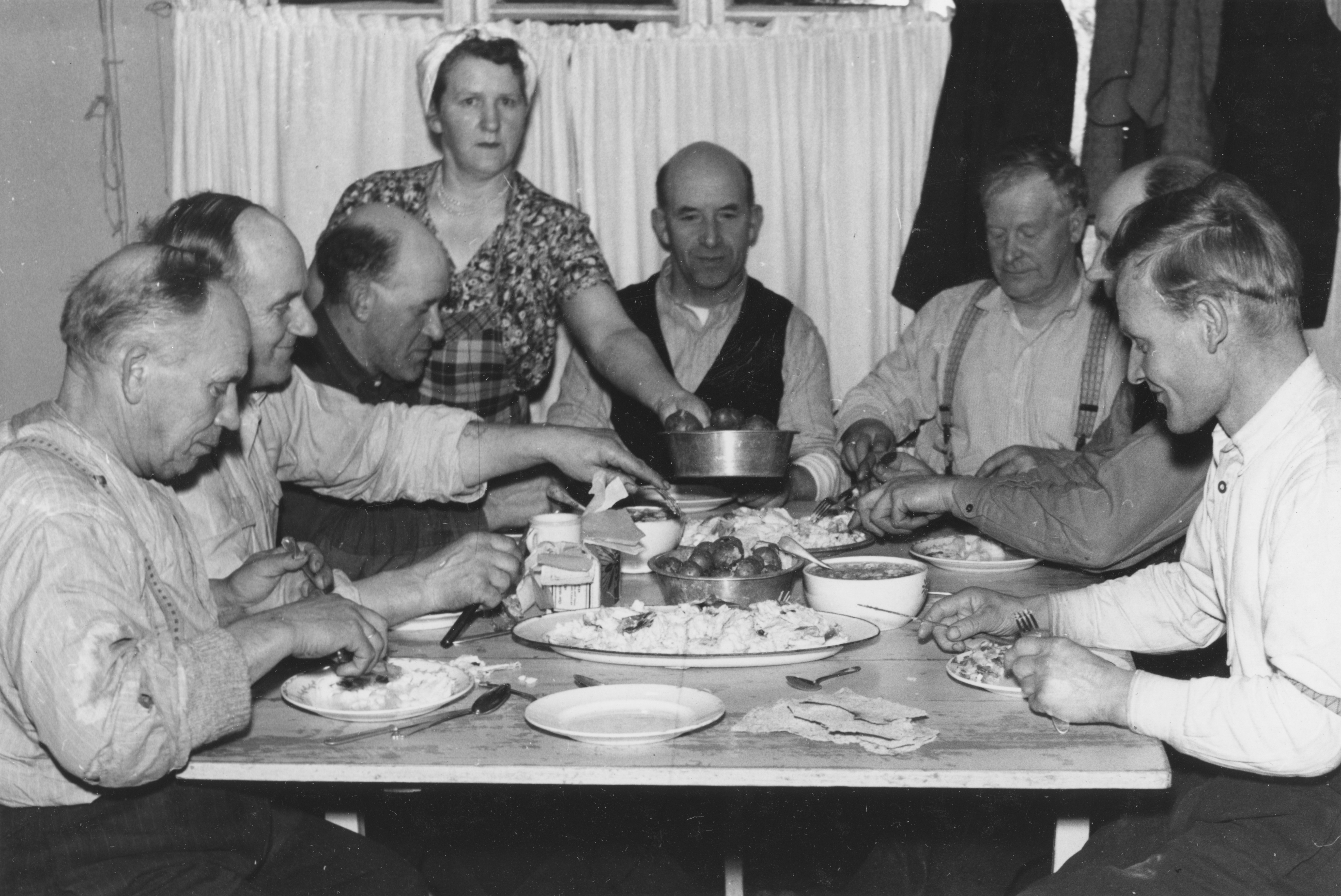
Ужин в рорбу (фото сделано в районе 1930-1955 годов)
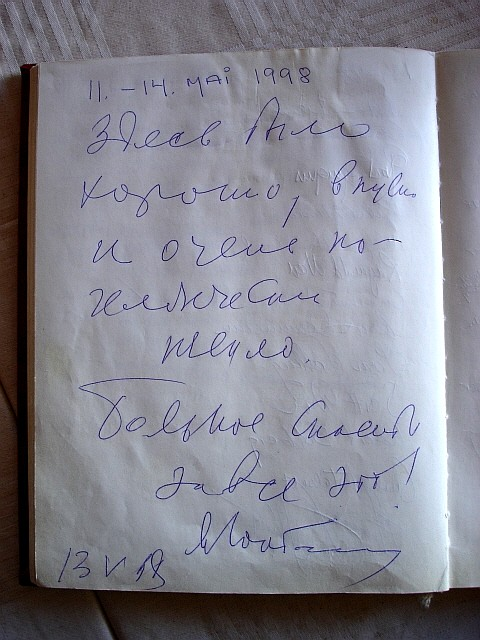
Отзыв Михаила Горбачёва в гостевой книге рорбу (11-14 мая 1998 года)
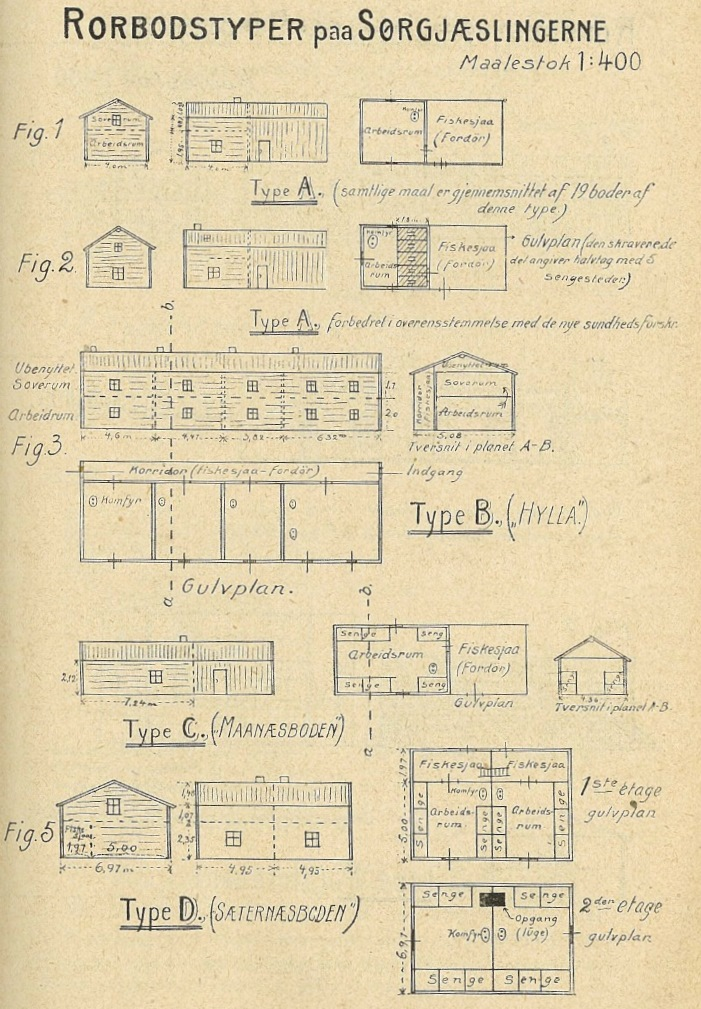
Описание рорбу в Сёр-Гьеслингане[англ.] из статьи Харалда Натвига (1902 год)